# 毛雀麦
毛雀麦（学名：Bromus mollis），为禾本科雀麦属下的一个植物种。产新疆（富蕴）、甘肃。为曾引种栽培的牧草资源。分布于欧洲、俄罗斯西伯利亚、喜马拉雅西部，北美有引种。模式标本采自欧洲。
其种加词“mollis ”意为“柔软的”。
现接受名为大麦状雀麦指定亚种（Bromus hordeaceus subsp. hordeaceus L., 1967）。